# Julieta Ramos Elorduy
Julieta Ramos-Elorduy Blásquez (Ciudad de México) es una bióloga mexicana reconocida por dar nombre a dos especies mexicanas: Pseudocellus gertschi y Cuerna paulomani. Fue galardonada con el reconocimiento Sor Juana Inés de la Cruz por sus investigaciones en Entomofagia.

## Biografía
La investigadora estudió biología en la Facultad de Ciencias de la Universidad Nacional Autónoma de México (UNAM), donde se tituló en 1962. Mientras que sus estudios de posgrado los realizó en esta misma área en la Universidad Sorbona de París, en 1963 y 1965.
Ha sido responsable de proyectos realizados en colaboración con la Comisión Nacional para el Conocimiento y Uso de la Biodiversidad. Fue fundadora y presidenta de la Asociación Etnobiológica Mexicana, además es investigadora titular de tiempo completo en el Instituto de Biología de la UNAM, y profesora de posgrado de la Facultad de Ciencias de la misma institución.

## Trayectoria en la entomología
La bióloga contribuyó de manera formal en la disciplina de la entomología, particularmente en la entomofagia. Por lo que ha sido considerada una de las mayores expertas en el tema de insectos comestibles. En diversas ocasiones ha recalcado la importancia de los insectos en la comida del ser humano, desde los chapulines y hasta las cucarachas (Periplaneta americana).
Tiene más de 70 artículos científicos.

## Aportaciones
Ha descrito especies nuevas para la ciencia:
- Cuerna paulomani (Ramos Elorduy de Conconi, 1980)
- Pseudocellus gertschi (Márquez Mayaudon & Ramos Elorduy de Conconi, 1974)

## Premios y reconocimientos
La investigadora fue galardonada con el reconocimiento al mérito académico Sor Juana Inés de la Cruz, por parte de la UNAM. Es socia emérita de la Sociedad Mexicana de Entomología y ha sido reconocida su trayectoria por parte de la Sociedad Mexicana de Etnobiología.